# Breadloaf
Breadloaf (in aleutino Taangiinax) è una piccola isola del gruppo delle Fox nell'arcipelago delle Aleutine orientali e appartiene all'Alaska (USA). L'isola, lunga circa 300 m, si trova a sud-ovest della costa meridionale di Umnak.